# Войвож (приток Волоковки)
Войвож, Вой-Вож — река в России, протекает в округе Вуктыл Республики Коми. Устье реки находится в 5 км по правому берегу реки Волоковка. Длина реки составляет 11 км.
Исток реки на южных склонах небольшого хребта Педы-Из на Приполярном Урале, лежащего к востоку от Исследовательского хребта. Река течёт на юг, всё течение проходит по ненаселённой холмистой тайге, характер течения — горный. Ширина реки на всём протяжении не превышает 10 метров, незадолго до устья принимает слева приток — Малый Войвож.

## Данные водного реестра
По данным государственного водного реестра России относится к Двинско-Печорскому бассейновому округу, водохозяйственный участок реки — Печора от водомерного поста у посёлка Шердино до впадения реки Уса, речной подбассейн реки — бассейны притоков Печоры до впадения Усы. Речной бассейн реки — Печора.
Код объекта в государственном водном реестре — 03050100212103000062187.